# Музей игрушки (Сергиев Посад)
Художественно-педагогический музей игрушки имени Н. Д. Бартрама — учреждение,  с 1931 года располагающееся в г. Сергиев Посад (до 1991 года — Загорск).

## История
Основатель музея Николай Дмитриевич Бартрам начал собирать свою коллекцию игрушек в начале 1910-х годов.  Сам же музей был основан в 1918 году и располагался на Смоленском бульваре, в доме № 8.
Одноэтажный с мезонином особняк, благодаря идее размещения в нём музея, был сохранён. До революции он принадлежал вдове крупнейшего химика-технолога, управляющего несколькими российскими текстильными мануфактурами, почётного гражданина Москвы, члена Государственного Совета Михаила Лосева, Евдокии Ивановне Лосевой, урождённой Чижовой, ставшей второй супругой художника.
Площади в 250 квадратных метров, из которых 200 метров отводилось под экспозицию, было вполне достаточно, чтобы представить первоначальные музейные коллекции, постоянно пополняемые благодаря энергии и определённой предприимчивости его основателя.
Официально основанный 17 октября 1918 года музей всё же был открыт для посетителей только в 1921 году, а через три года, в 1925 году переехал в новое помещение на Кропоткинской улице (ныне Пречистенка) — усадьбу Хрущёвых-Селезнёвых, дом 12/2. Сегодня это здание занимает Литературный музей А. С. Пушкина. Здесь Музей игрушки был открыт 5 января и расширил свои площади до 5 залов и 600 квадратных метров, занятых под экспозиции.
Представительное собрание предметов детского быта позволило музею участвовать на многих выставках. В марте-апреле 1922 года он открыл свою выставочную деятельность, приняв участие на Всероссийской Художественно-промышленной выставке, устроенной Академией художественных наук в её Научно-показательном отделе. Осенью 1925 года и зимой 1926 года в стенах музея были организованы просмотры всех кукольных театров Москвы, а в марте-апреле следующего 1927 года работала выставка кукольных театров, во время которой проходили кукольные спектакли. В мастерской при музее продолжили свою деятельность курсы художественной игрушки, ежегодно готовившие 300 мастеров-специалистов этого вида художественного творчества. 
Во время путешествия в Москву зимой 1926/27 гг. музей посетил немецкий философ Вальтер Беньямин.
Превосходная коллекция, занимательная экспозиция, новаторские приёмы работы с детьми — всё это послужило причиной неслыханной популярности музея. По посещаемости Музей игрушки превосходила лишь Третьяковская галерея. Н. Д. Бартрам оставался во главе музея до самой своей смерти в 1931 году.
В 1931 году Музей игрушки был переведён из Москвы в подмосковный Загорск.
С 1980 года по сегодняшний день Музей игрушки располагается в старинном особняке бывшего коммерческого училища над Келарским прудом. Располагается музей в одном из красивейших уголков Сергиева Посада, напротив — Троице-Сергиева лавра. Этот краснокирпичный дом, выстроенный в стиле историзма, и сегодня является важной городской достопримечательностью.

## Экспозиция
В настоящее время в Музее игрушки открыты следующие экспозиции: Русская народная игрушка, Русская и западноевропейская игрушка XIX - начала XX века, Советская промышленная игрушка.
В коллекции детского портрета музея игрушки находятся малоизвестные произведения русских и западноевропейских мастеров XVII—XXI веков, среди них работы:
- Николая Богданова-Бельского,
- Сергея Зарянко,
- Ивана Макарова,
- Василия Тропинина,
- Ивана Тюрина,
- Петра Шамшина,
- Николая Неврева,
- Пимена Орлова,
- Сергея Грибкова,
- Фёдора Тулова,

а также:
- Фердинанда Бола (Ferdinand Bol),
- Адольфа Иебенса (Jebens Adolf).

## Выставки
- «Детский портрет и игрушка XIII — нач. XX века.» — 2002 г., Владимиро-Суздальский музей-заповедник (недоступная ссылка)
- «Сказка в игрушке» — 03—28 апреля 2009 г., г. Ижевск
- «Игрушка — зеркало жизни» — 15 сентября — 29 ноября 2009 г., Государственный Дарвиновский музей
- «Не игрушки» — 23 сентября — 8 ноября 2009 г., ГТГ